# Lac Quévillon
Lac Quévillon är en sjö i Kanada.   Den ligger i regionen Nord-du-Québec och provinsen Québec, i den sydöstra delen av landet, 400 km norr om huvudstaden Ottawa. Lac Quévillon ligger 275 meter över havet.
Trakten runt Lac Quévillon är nära nog obefolkad, med mindre än två invånare per kvadratkilometer.